# Kaulakau
Kaulakau fue un cuarteto de folk-jazz o ethno-jazz que estuvo activo entre 2006 y 2015. Fue integrado por Marc Egea (zanfona), Jordi Molina (tenora), Franco Molinari (contrabajo) y Enric Canada (batería). En 2012 Vasco Trilla sustituyó Enric Canada a la batería. Durante la última etapa, se integró el saxofonista de jazz Miguel Fernández sustituyendo a Jordi Molina. El grupo actuó en importantes festivales de jazz y de world music de toda Cataluña, España y del resto del mundo (Moldavia, Rumanía, Italia, Rusia, México, Guatemala, Francia entre otros.). Los integrantes del grupo provenían de diferentes escenas musicales como el folk, la música clásica, el jazz, el rock o la música experimental. Empezaron a trabajar juntos sin la intención de mezclar el estilo de cada uno de los miembros. Según ellos mismos, el resultado estaba entre el folk y el jazz. El último concierto de la formación fue en la Plaça Sant Jaume de Barcelona, en septiembre de 2015, durante las Fiestas de la Mercè, con todos sus integrantes (excepto Enric Canada) y con la Cobla Sant Jordi Ciutat de Barcelona.

## Discografía
- 2008: Bernoiver. Discmedi.[1]
- 2010: In Fabula. Discmedi.[2]
- 2013: Mare Uut (amb KAULAKAU + COBLA SANT JORDI). Discmedi.[3] Premio Enderrock al mejor disco de folk el 2011.
- 2014: Homo Kaulakensis (amb KAULAKAU). Discordian Records.[4]